# حبيب سيسوكو
حبيب سيسوكو (24 مايو 1971 في فرنسا - ) (بالفرنسية: Habib Sissoko)‏ هو لاعب كرة قدم مالي وفرنسي في مركز الهجوم. لعب مع بريستون نورث إيند ونادي النجم الأحمر سانت أوين ونادي بريست ونادي توركي يونايتد ونادي روان ونادي كان ونادي لوهان كويسو ونيم أولمبيك ويو دي ليريا ونادي أردريونيانز وأولمبيك نوازي لو سيك ‏ وRoyal Cappellen F.C. ‏.

## وصلات خارجية
- حبيب سيسوكو على موقع قاعدة بيانات كرة القدم.إي يو (الإنجليزية)
- حبيب سيسوكو على موقع ليكيب (الفرنسية)